# Coupe de France de football 1964-1965
Navigation
Coupe de France 1963-1964 Coupe de France 1965-1966
L'édition 1964-1965 de la Coupe de France est la 48e édition de la Coupe de France de football. Celle-ci est remportée par le Stade rennais.
Il s'agit de la toute première Coupe de France remportée par Rennes.

## Sixième tour
| Division | Club         | Score | Club                | Division        |
| -------- | ------------ | ----- | ------------------- | --------------- |
| DH (D4)  | ASSB Oignies | 1 - 5 | US Boulogne-sur-Mer | Division 2 (D2) |

## Trente-deuxièmes de finale
| Division        | Club                       | Score      | Club                     | Division        |
| --------------- | -------------------------- | ---------- | ------------------------ | --------------- |
| Division 2 (D2) | AS Aix-en-Provence         | 2 - 1      | GFC Ajaccio              | CFA (D3)        |
| Division 2 (D2) | OGC Nice                   | 2 - 2 a.p. | Nîmes Olympique          | Division 1 (D1) |
| Division 1 (D1) | Stade français FC          | 9 - 2      | US Champagne-sur-Seine   |                 |
| CFA (D3)        | US Quevilly                | 3 - 3 a.p. | SO Bruay-en-Artois       | DH (D4)         |
| Division 2 (D2) | Stade de Reims             | 4 - 0      | US Dunkerque             | CFA (D3)        |
| Division 1 (D1) | Stade rennais UC           | 2 - 0      | Red Star OA              | Division 2 (D2) |
| Division 1 (D1) | FC Rouen                   | 5 - 0      | RC Paris                 | Division 2 (D2) |
| Division 1 (D1) | AS Saint-Étienne           | 3 - 1      | FC Grenoble              | Division 2 (D2) |
| DH (D4)         | Olympique de Saint-Quentin | 0 - 0 a.p. | FC Gueugnon              | CFA (D3)        |
| Division 1 (D1) | FC Sochaux-Montbéliard     | 2 - 2 a.p. | Entente Chaumont AC      | CFA (D3)        |
| CFA (D3)        | CS Pierrots Strasbourg     | 2 - 0      | RCFC Besançon            | Division 2 (D2) |
| Division 1 (D1) | SC Toulon                  | 1 - 0 a.p. | Olympique lyonnais       | Division 1 (D1) |
| Division 1 (D1) | Toulouse FC                | 2 - 0      | Limoges FC               | Division 2 (D2) |
| Division 1 (D1) | US Valenciennes-Anzin      | 5 - 0      | FC Dieppe                | CFA (D3)        |
| Division 1 (D1) | FC Nantes                  | 3 - 2      | FC Girondins de Bordeaux | Division 1 (D1) |
| CFA (D3)        | AS Mutzig                  | 4 - 0      | CS Louhans               | CFA (D3)        |
| Division 1 (D1) | AS Monaco FC               | 5 - 1      | AS Cannes                | Division 2 (D2) |
| CFA (D3)        | SC Amiens                  | 2 - 1 a.p. | US Boulogne-sur-Mer      | Division 2 (D2) |
| CFA (D3)        | FC Annecy                  | 2 - 1      | SEC Bastia               | CFA (D3)        |
| Division 2 (D2) | AS Béziers                 | 2 - 1      | RC Agde                  | DH (D4)         |
| CFA (D3)        | AAJ Blois                  | 6 - 1      | Chamois niortais FC      | CFA (D3)        |
| DH (D4)         | VS Chartres                | 3 - 1      | AS Brest                 | CFA (D3)        |
| Division 2 (D2) | AS Cherbourg               | 3 - 2 a.p. | Angers SCO               | Division 1 (D1) |
| CFA (D3)        | Hyères FC                  | 2 - 2 a.p. | SO Montpellier           | Division 2 (D2) |
| DH (D4)         | US Le Mans                 | 2 - 1      | Stade quimpérois         | CFA (D3)        |
| Division 1 (D1) | RC Lens                    | 3 - 0      | RC Arras                 | DH (D4)         |
| Division 1 (D1) | Lille OSC                  | 3 - 0      | AS Beauvais-Marissel     | DH (D4)         |
|                 | CA Mantes-la-Ville         | 2 - 0      | ESA Brive-la-Gaillarde   | CFA (D3)        |
| CFA (D3)        | SSMC Miramas               | 4 - 0      | US Albi                  | CFA (D3)        |
| Division 2 (D2) | FC Metz                    | 3 - 0      | Évreux AC                | CFA (D3)        |
| Division 1 (D1) | RC Strasbourg              | 2 - 0      | US Forbach               | Division 2 (D2) |
| Division 1 (D1) | UA Sedan-Torcy             | 1 - 0      | JS Audun-le-Tiche        | CFA (D3)        |
| Matches rejoués |                            |            |                          |                 |
| Division 1 (D1) | FC Sochaux-Montbéliard     | 3 - 0      | Entente Chaumont AC      | CFA (D3)        |
| DH (D4)         | Olympique de Saint-Quentin | 2 - 0      | FC Gueugnon              | CFA (D3)        |
| CFA (D3)        | US Quevilly                | 3 - 0      | SO Bruay-en-Artois       | DH (D4)         |
| CFA (D3)        | Hyères FC                  | 3 - 2      | SO Montpellier           | Division 2 (D2) |
| Division 2 (D2) | OGC Nice                   | 2 - 1      | Nîmes Olympique          | Division 1 (D1) |

## Seizièmes de finale
| Division        | Club                       | Score      | Club                   | Division        |
| --------------- | -------------------------- | ---------- | ---------------------- | --------------- |
| Division 1 (D1) | US Valenciennes-Anzin      | 6 - 1      | CA Mantes-la-Ville     |                 |
| Division 2 (D2) | AS Cherbourg               | 0 - 0 a.p. | AAJ Blois              | CFA (D3)        |
| Division 1 (D1) | Toulouse FC                | 1 - 0      | AS Aix-en-Provence     | Division 2 (D2) |
| Division 1 (D1) | SC Toulon                  | 2 - 0      | US Quevilly            | CFA (D3)        |
| Division 1 (D1) | RC Strasbourg              | 1 - 0 a.p  | AS Mutzig              | CFA (D3)        |
| Division 1 (D1) | FC Sochaux-Montbéliard     | 2 - 1      | Hyères FC              | CFA (D3)        |
| Division 1 (D1) | UA Sedan-Torcy             | 2 - 1 a.p. | SC Amiens              | CFA (D3)        |
| DH (D4)         | Olympique de Saint-Quentin | 1 - 0      | VS Chartres            | DH (D4)         |
| Division 1 (D1) | AS Saint-Étienne           | 3 - 0      | AS Monaco FC           | Division 1 (D1) |
| Division 1 (D1) | FC Rouen                   | 2 - 1      | FC Metz                | Division 2 (D2) |
| Division 1 (D1) | Stade rennais UC           | 4 - 3      | RC Lens                | Division 1 (D1) |
| Division 2 (D2) | Stade de Reims             | 2 - 1      | AS Béziers             | Division 2 (D2) |
| Division 1 (D1) | Stade français FC          | 2 - 0      | FC Annecy              | CFA (D3)        |
| Division 2 (D2) | OGC Nice                   | 2 - 0      | US Le Mans             | DH (D4)         |
| Division 1 (D1) | FC Nantes                  | 2 - 2 a.p. | Lille OSC              | Division 1 (D1) |
| CFA (D3)        | SSMC Miramas               | 3 - 1      | CS Pierrots Strasbourg | CFA (D3)        |
| Matches rejoués |                            |            |                        |                 |
| Division 2 (D2) | AS Cherbourg               | 2 - 1      | AAJ Blois              | CFA (D3)        |
| Division 1 (D1) | FC Nantes                  | 3 - 0      | Lille OSC              | Division 1 (D1) |

## Huitièmes de finale
| Division        | Club                  | Score      | Club                       | Division        |
| --------------- | --------------------- | ---------- | -------------------------- | --------------- |
| Division 2 (D2) | OGC Nice              | 2 - 2 a.p. | Toulouse FC                | Division 1 (D1) |
| Division 1 (D1) | US Valenciennes-Anzin | 0 - 0 a.p. | AS Cherbourg-Stella        | Division 2 (D2) |
| Division 1 (D1) | SC Toulon             | 2 - 1      | Stade de Reims             | Division 2 (D2) |
| Division 1 (D1) | RC Strasbourg         | 1 - 0      | SSMC Miramas               | CFA (D3)        |
| Division 1 (D1) | UA Sedan-Torcy        | 2 - 1      | FC Sochaux-Montbéliard     | Division 1 (D1) |
| Division 1 (D1) | AS Saint-Étienne      | 1 - 0      | FC Rouen                   | Division 1 (D1) |
| Division 1 (D1) | Stade rennais UC      | 10 - 0     | Olympique de Saint-Quentin | DH (D4)         |
| Division 1 (D1) | Stade français FC     | 3 - 1 a.p. | FC Nantes                  | Division 1 (D1) |
| Matches rejoués |                       |            |                            |                 |
| Division 1 (D1) | US Valenciennes-Anzin | 3 - 0      | AS Cherbourg               | Division 2 (D2) |
| Division 2 (D2) | OGC Nice              | 1 - 0      | Toulouse FC                | Division 1 (D1) |

## Quarts de finale
| Division        | Club              | Score | Club                  | Division        |
| --------------- | ----------------- | ----- | --------------------- | --------------- |
| Division 1 (D1) | Stade français FC | 2 - 1 | RC Strasbourg         | Division 1 (D1) |
| Division 1 (D1) | Stade rennais UC  | 5 - 2 | OGC Nice              | Division 2 (D2) |
| Division 1 (D1) | AS Saint-Étienne  | 3 - 2 | US Valenciennes-Anzin | Division 1 (D1) |
| Division 1 (D1) | UA Sedan-Torcy    | 3 - 1 | SC Toulon             | Division 1 (D1) |

## Demi-finales
| Division        | Club             | Score | Club              | Division        |
| --------------- | ---------------- | ----- | ----------------- | --------------- |
| Division 1 (D1) | Stade rennais UC | 3 - 0 | AS Saint-Étienne  | Division 1 (D1) |
| Division 1 (D1) | UA Sedan-Torcy   | 4 - 3 | Stade français FC | Division 1 (D1) |

## Finale
| Clubs            | Stade rennais UC - UA Sedan-Torcy |
| Score            | 2-2 après prolongation (1-2, 2-2) |
| Date             | 23 mai 1965 |
| Stade            | Parc des Princes, Paris 36 789 spectateurs-Recette: 289 728 F |
| Arbitre          | M. Michel Kitabdjian |
| Buts             | Jacques Marie (11e) et André Perrin (15e) pour Sedan; André Ascencio (44e) et Daniel Rodighiéro (61e) pour Rennes. |
| Stade rennais UC | Georges Lamia - Jean-Claude Lavaud, Yves Boutet , René Cédolin, Louis Cardiet - André Ascencio, Marcel Loncle - Jean-François Prigent, Daniel Rodighiero, Claude Dubaële, Giovanni Pellegrini Entraîneur : Jean Prouff |
| UA Sedan-Torcy   | Pierre Tordo - Maxime Fulgenzy , Roger Lemerre, Marc Rastoll - Charles Gasparini, Michel Cardoni - Emilio Salaber, Yves Herbet, André Perrin, Jacques Marie, Yvan Roy, Jean-Pierre Poplin Entraîneur : Louis Dugauguez |

### Finale à rejouer
| Clubs            | Stade rennais UC - UA Sedan-Torcy |
| Score            | 3-1 (0-1) |
| Date             | 26 mai 1965 |
| Stade            | Parc des Princes, Paris 26 792 spectateurs-Recette: 259 331 F |
| Arbitre          | M. Michel Kitabdjian |
| Buts             | Yves Herbet (20e s.p.) pour Sedan; Daniel Rodighiéro (47e, 86e s.p.) et Marcel Loncle (77e) pour Rennes. |
| Stade rennais UC | Georges Lamia - Jean-Claude Lavaud, Jean-Pierre Brucato, Yves Boutet , Louis Cardiet - André Ascencio, Marcel Loncle - Jean-François Prigent, Daniel Rodighiero, Claude Dubaële, Giovanni Pellegrini Entraîneur : Jean Prouff |
| UA Sedan-Torcy   | Pierre Tordo - Maxime Fulgenzy , Roger Lemerre, Marc Rastoll - Charles Gasparini, Jacques Marie - Emilio Salaber, Yves Herbet, André Perrin, Michel Cardoni, Yvan Roy, Jean-Pierre Poplin Entraîneur : Louis Dugauguez        |